# Carpophage des Célèbes
Cryptophaps poecilorrhoa
Genre
Espèce
Statut de conservation UICN

 LC  : Préoccupation mineure
Le Carpophage des Célèbes (Cryptophaps poecilorrhoa) est une espèce d'oiseaux de la famille des Columbidae, seule espèce du genre Cryptophaps. C'est une espèce monotypique (non subdivisée en sous-espèces).
Cet oiseau est endémique de Sulawesi (Indonésie).